# Nolan Gould
Nolan Gould (* 28. října 1998 Columbus, Georgie) je americký dětský herec. Jeho nejznámější rolí je Luke Dunphy v komediálním seriálu Taková moderní rodinka. Je bratr Aidana Goulda.

## Kariéra
Svou kariéru začal ve svých třech letech účinkováním v reklamách. Nejznámějšími filmy, ve kterých se objevil, jsou Ghoul (založený na novele od Briana Keena) a Space Buddies. Objevil se v seriálu Eleventh Hour a ve filmu týdne s názvem Sweet Nothing in My Ear. V roce 2009 se objevil v reklamách společnosti The Hartford. V letech 2009–2020 hrál jednu z hlavních postav v populárním televizním seriálu Taková moderní rodinka. Za svou roli získal Cenu Sdružení filmových a televizních herců v kategorii nejlepší obsazení komediálního seriálu, kterou sdílí s celým obsazením seriálu.

## Osobní život
Je členem Mensy. Hraje na kontrabas a získal banjo od Ellen DeGeneresové, když přišel do jejího pořadu.

## Filmografie

### Filmy
| Rok  | Název filmu            | Role             | Poznámky                             |
| ---- | ---------------------- | ---------------- | ------------------------------------ |
| 2007 | The McPassion          | syn v restauraci |                                      |
| 2007 | Waiting Room           | zlobivé dítě     | v titulcích uveden jako Noulan Gould |
| 2007 | Sunny & Share Love You | Jason            |                                      |
| 2008 | Montana                | Johnny           |                                      |
| 2009 | Space Buddies          | Sam              |                                      |
| 2009 | Hysteria               | dítě             |                                      |
| 2011 | Kamarád taky rád       | Sammy            |                                      |
| 2012 | Ghoul                  | Timmy Graco      |                                      |
| 2013 | The To Do List         | Max              |                                      |
| 2015 | Field of Lost Shoes    | Robert           |                                      |

### Televize
| Rok       | Název pořadu                   | Role               | Poznámky                                 |
| --------- | ------------------------------ | ------------------ | ---------------------------------------- |
| 2007      | America's Most Wanted          | mladý Paul Jackson |                                          |
| 2007      | Out of Jimmy's Head            | mladý Jimmy        | 2 díly                                   |
| 2008      | Sweet Nothing in My Ear        | Mark Scott         |                                          |
| 2008      | Eleventh Hour                  | John Warner        |                                          |
| 2008      | Disney's Really Short Report   | sám sebe           | Interview o Space Buddies                |
| 2009      | Access Hollywood               | sám sebe           |                                          |
| 2009–2020 | Taková moderní rodinka         | Luke Dunphy        | hlavní role                              |
| 2010      | Hodně štěstí, Charlie          | Zander             | díl: „Sleepless in Denver“               |
| 2011      | R.L. Stine's The Haunting Hour | Jack Pierce        | díl: „Best Friend Forever“               |
| 2015      | Sofie První                    | Elliot             | díl: „Substitute Cedric“                 |
| 2016      | Pekelná kuchyně                | sám sebe           | díl: „When the Wall Comes Tumbling Down“ |

### Hudební video
| Rok  | Název pořadu     | Umělec                            |
| ---- | ---------------- | --------------------------------- |
| 2017 | „1-800-273-8255“ | Logic feat. Alessia Cara a Khalid |
| 2019 | „Help Me Now“    | Kevin McHale                      |

## Ocenění a nominace
| Rok  | Ocenění                                     | Kategorie                                                  | Práce                   | Výsledek  |
| ---- | ------------------------------------------- | ---------------------------------------------------------- | ----------------------- | --------- |
| 2008 | Young Artist Award                          | Nejlepší obsazení TV seriálu                               | Out of Jimmy's Head     | vítězství |
| 2009 | Cena Sdružení filmových a televizních herců | Nejlepší seriálové obsazení (komedie)                      | Taková normální rodinka | vítězství |
| 2010 | Golden Derby Awards                         | Nejlepší seriálové obsazení (komedie)                      | Taková normální rodinka | vítězství |
| 2010 | Young Artist Award                          | Nejlepší obsazení TV seriálu (společně s Ariel Winterovou) | Taková normální rodinka | vítězství |
| 2010 | Cena Sdružení filmových a televizních herců | Nejlepší seriálové obsazení (komedie)                      | Taková normální rodinka | vítězství |
| 2011 | Young Artist Award                          | Nejlepší obsazení TV seriálu (společně s Ariel Winterovou) | Taková normální rodinka | nominace  |
| 2011 | Cena Sdružení filmových a televizních herců | Nejlepší seriálové obsazení (komedie)                      | Taková normální rodinka | vítězství |
| 2012 | Cena Sdružení filmových a televizních herců | Nejlepší seriálové obsazení (komedie)                      | Taková normální rodinka | vítězství |
| 2012 | Young Hollywood Awards                      | Zloděj scén                                                | Taková normální rodinka | vítězství |
| 2013 | Cena Sdružení filmových a televizních herců | Nejlepší seriálové obsazení (komedie)                      | Taková normální rodinka | vítězství |
| 2014 | Cena Sdružení filmových a televizních herců | Nejlepší seriálové obsazení (komedie)                      | Taková normální rodinka | nominace  |
| 2016 | Cena Sdružení filmových a televizních herců | Nejlepší seriálové obsazení (komedie)                      | Taková normální rodinka | nominace  |
| 2017 | Cena Sdružení filmových a televizních herců | Nejlepší seriálové obsazení (komedie)                      | Taková normální rodinka | nominace  |
| 2018 | Legeca Awards                               | Nejlepší dětský umělec – muž (komedie)                     | Taková normální rodinka | nominace  |